# Prasophyllum plumiforme
Prasophyllum plumiforme är en orkidéart som beskrevs av Robert Desmond David Fitzgerald. Prasophyllum plumiforme ingår i släktet Prasophyllum och familjen orkidéer. Inga underarter finns listade i Catalogue of Life.